# Konstanty Wojutyński i Spółka
K. Wojutyński i S-ka to warszawska firma, założona przez Konstantego Wojutyńskiego ok. 1900 roku i działająca prawdopodobnie do wybuchu II wojny światowej.

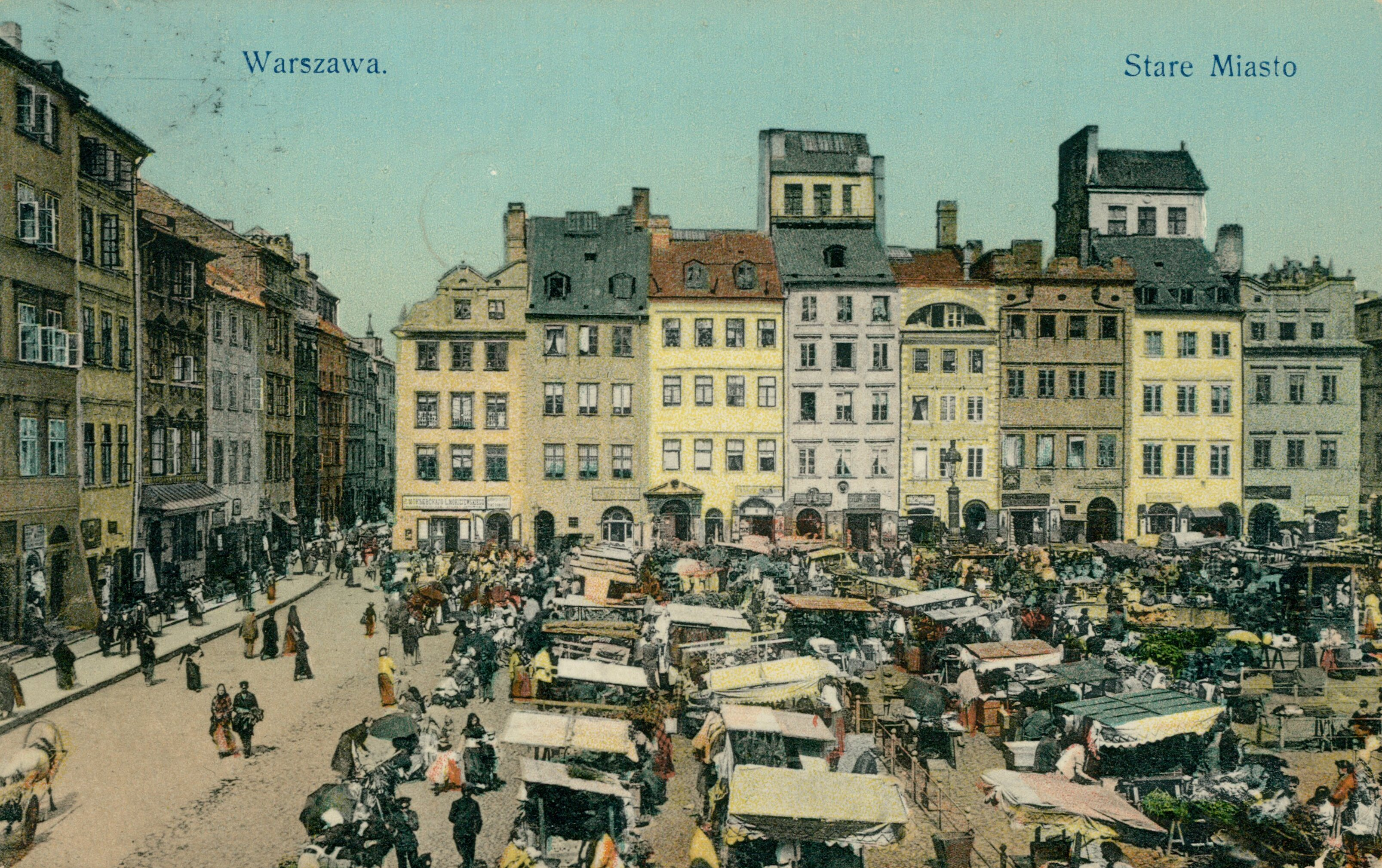
Pocztówka wydawnictwa K. Wojutyński i S-ka z roku 1912

Pierwsza wzmianka o działalności wydawniczej pochodzi z anonsu w „Biesiadzie Literackiej” z 1902 roku. Początkowo firma działała jako skład papieru przy ulicy Nowy Świat 33, szybko jednak dostrzegła siłę i znaczenie nowego medium, jakim była ilustrowana karta pocztowa. Zmiana profilu firmy nastąpiła jeszcze przed rokiem 1908, szybko wyspecjalizowała się ona w masowej produkcji widokówek, przede wszystkim Warszawy, ale też innych miejscowości Królestwa Polskiego, a po roku 1918 Rzeczypospolitej (m.in. Lublin, Toruń). Siedziba wydawnictwa zmieniała swoją lokalizację wraz z rozwojem firmy – krótko działała przy ulicy Żurawiej 10, następnie przeniosła się na Marszałkowską 60 i ostatecznie osiadła na Nowym Świecie 37. W ciągu ponad trzydziestu lat działalności wydawnictwo opublikowało kilkanaście różnych serii, sięgając po różne techniki druku i starając się nadążać za modami panującymi na rynku. W tym czasie zgromadziło pokaźne archiwum fotografii, które były retuszowane i aktualizowane w miarę rozwoju i modernizacyjnych zmian w przestrzeni stolicy. Wbrew licznym sugestiom sam Wojutyński nie był fotografem – korzystał z prac innych twórców i starał się pozyskiwać ich prace na wyłączność. Jedna z serii kart, wydana ok. roku 1908 opatrzona została nazwiskiem fotografa Bronisława Mieszkowskiego.
Od roku 1935 na rynku zaczęły pojawiać się serie pocztówek sygnowane nadrukiem: Zdjęcia z teki K. Wojutyńskiego, sugerujące, że samo wydawnictwo być może już nie istniało (prawdopodobnie w związku ze śmiercią właściciela), a jego spadkobiercy próbowali jeszcze w jakiejś ograniczonej formie kontynuować działalność edytorską.